# تشاروايلقي
تشاروايلقي (بالفارسية: چاروایلقی) هي قرية تقع في غلستان في إيران. يقدر عدد سكانها بـ 953 نسمة بحسب إحصاء 2016.